# لیندن (کانزاس)
لیندن (به انگلیسی: Lyndon) شهری در ایالت کانزاس کشور ایالات متحده آمریکا است که جمعیت آن در سرشماری سال ۲۰۱۰ میلادی، ۱٬۰۵۲ نفر بوده‌است.

## نگارخانه

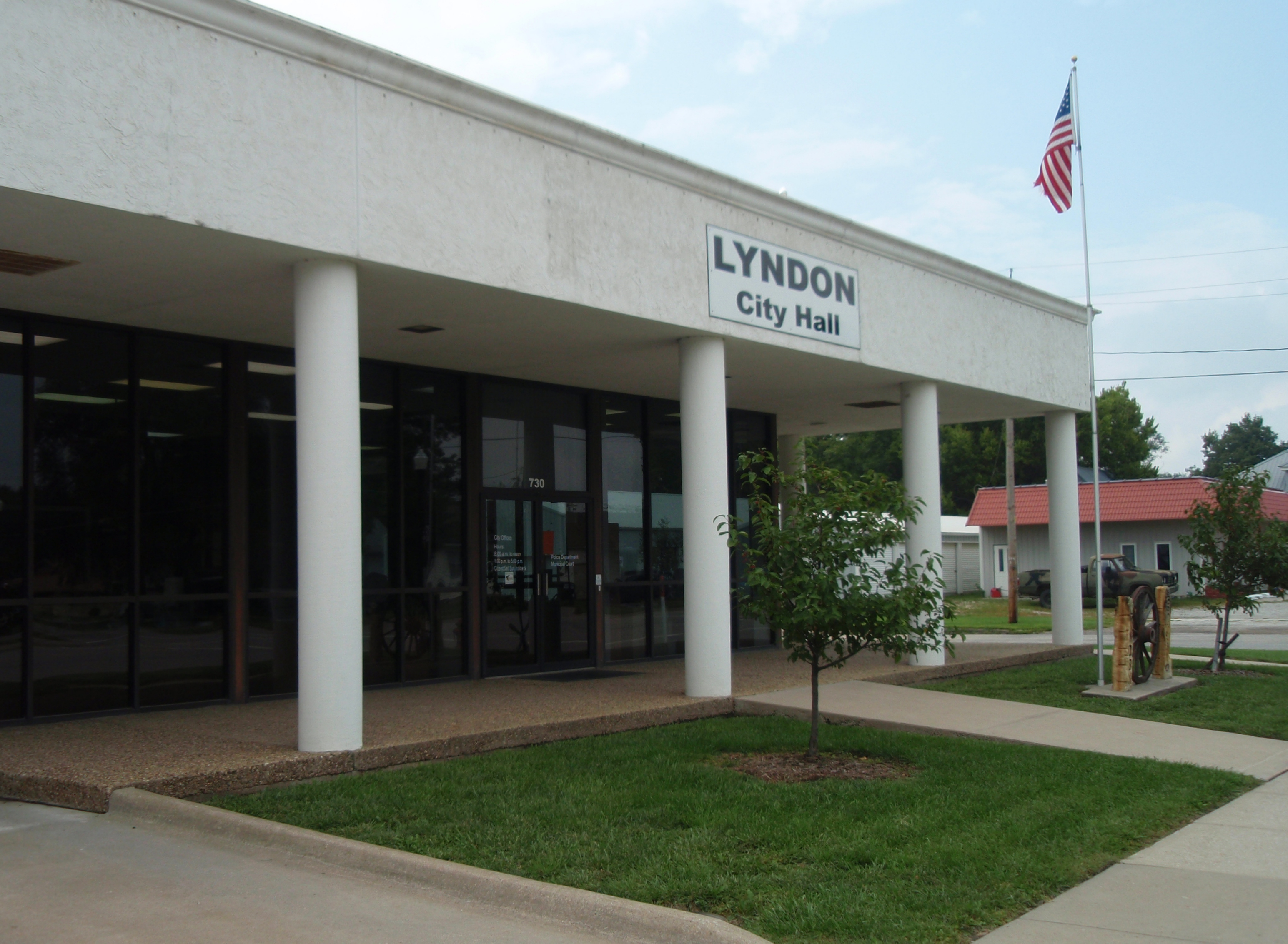
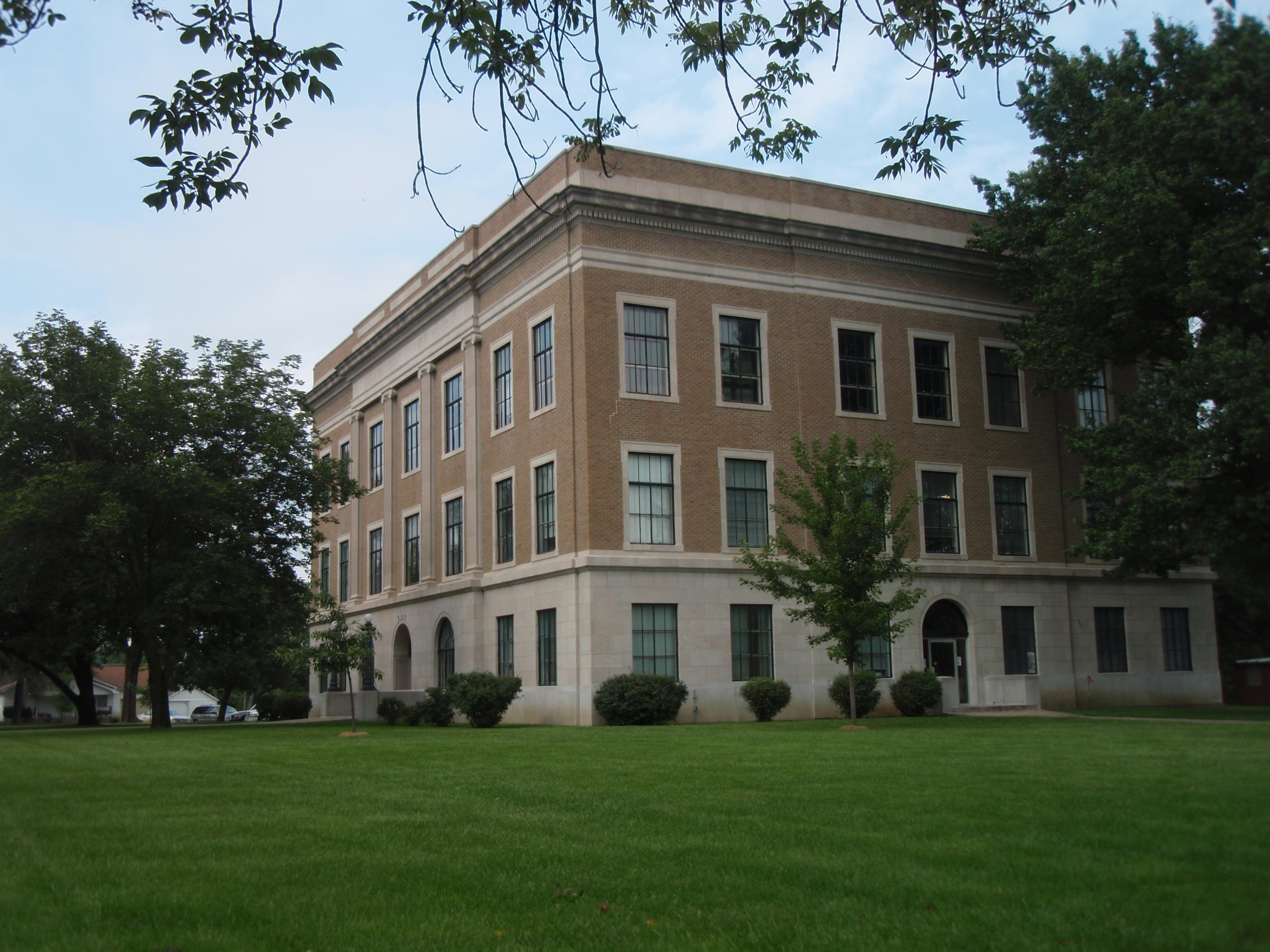
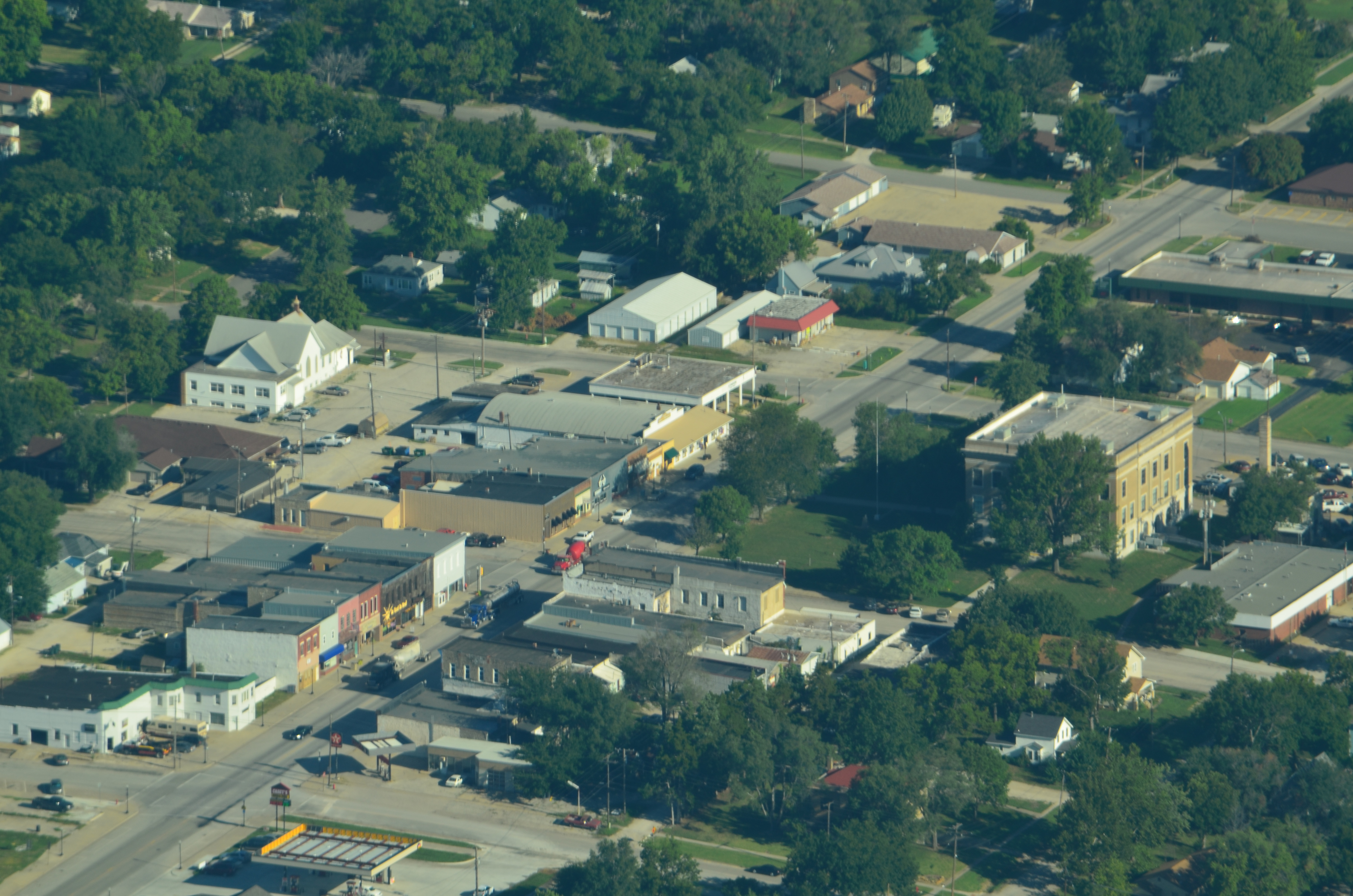